# MARC (archive)
Pour les articles homonymes, voir MARC.
MARC (Mailing List ARChive) est une archive de listes de diffusion (mailing list en anglais) relative à l'informatique. Sont stockés plus de 24 millions de courriels, attachés à plus de 2000 listes de diffusion, avec environ 300 000 nouveaux courriels par mois.
L'archive est hébergée chez 10 East, autrefois appelé the AIMS Group (provenant de Progressive Computer Concepts, Inc), et est maintenue par des volontaires conduits par Hank Leininger.
MARC a été créé en 1996 afin d'unifier les archives de listes de diffusion, de la même manière que DejaNews (aujourd'hui Google Groups) le fit pour les groupes Usenet.
MARC utilise la base de données relationnelle MySQL interfacée par un module Perl.
Il est possible d'effectuer des recherches par nom, auteur, sujet, et corps du texte.
MARC répond à environ 5 millions de requêtes par mois.